# Empereur Maximilien
Cet article concerne un diamant. Pour les empereurs ayant porté ce nom, voir Maximilien de Habsbourg.
L'Empereur Maximilien est un diamant d'une quarantaine de carats acquis au Brésil en 1860 par Maximilien de Habsbourg. Après l'exécution de Maximilien au Mexique, le diamant est passé par les mains de plusieurs propriétaires, parmi lesquels Imelda Marcos, jusqu'en 2010 où il a été vendu aux enchères chez Christie's à New York.

## Histoire
Au cours d'un voyage au Brésil en 1860, Maximilien de Habsbourg, futur empereur du Mexique, acquiert deux diamants de qualité exceptionnelle : l'un de 41,94 carats, ultérieurement connu sous le nom d'« Empereur Maximilien », qu'il garde pour lui, et l'autre de 33 carats, qu'il offre à son épouse.
Lors de son exécution en juin 1867, Maximilien portait encore le diamant à son cou dans une pochette en cuir. En janvier 1868, son corps est rapatrié en Europe et le diamant est restitué à sa veuve. Le frère de cette dernière, Léopold II de Belgique, vend la pierre pour subvenir à l'entretien de sa sœur dont il administre les biens. Le diamant est ensuite racheté en 1919 par Ferdinand Hotz, joailler à Chicago, et revendu à son décès, en 1946, à New York. En 1982, lors d’une vente aux enchères chez Christie's, il est adjugé à Laurence Graff, à Londres, pour une somme de 726 000 dollars (soit 665 052 euros), qui le revend à l'épouse du dictateur des Philippines, Imelda Marcos en 1993,. Le 22 avril 2010, lors d’une nouvelle vente aux enchères de Christie à New York, il est cédé au prix de 1 762 500 dollars (1 614 538 euros), sans qu'aucune explication à son retour sur le marché ne soit fournie.
À son départ du Mexique, Charlotte  laisse à son époux le diamant qu'il lui avait offert. La trace de cette pierre connue sous le nom de « Maximilien » ou de « Carlotta » est ensuite perdue jusqu'en 1901 où elle est saisie sur deux trafiquants mexicains entrant aux États-Unis. Mise en vente par les douanes américaines, elle reste dans la famille de son acquéreur jusqu'en 1979, où, cachée dans une corbeille à papiers, elle est jetée aux ordures par inadvertance et ne sera jamais retrouvée.

## Description
L'Empereur Maximilien est une pierre de couleur I, d'un blanc légèrement teinté de bleu, et de pureté VS1,. La pierre, qui avait à l'origine un poids de 41,94 carats, est retaillée dans les années 1990 pour parvenir à un poids de 39,55 carats.
Le Maximilien ou Carlotta était un diamant de 33 carats montrant de légers reflets verts et jaunes.